# Liège-Bastogne-Liège 2006
92. edycja klasyku Liège-Bastogne-Liège odbyła się 23 kwietnia na trasie długości 262 kilometrów. Wyścig wygrał, jako pierwszy Hiszpan w historii La Doyenne, Alejandro Valverde.

## Wyniki
| M-ce | Imię i nazwisko    | Kraj              | Drużyna                        | Czas                       |
| ---- | ------------------ | ----------------- | ------------------------------ | -------------------------- |
| 1.   | Alejandro Valverde | Hiszpania         | Caisse d’Épargne-Illes Balears | 6h 21min 32s (41,202 km/h) |
| 2.   | Paolo Bettini      | Włochy            | Quick Step - Innergetic        | ten sam czas               |
| 3.   | Damiano Cunego     | Włochy            | Lampre-Fondital                | ten sam czas               |
| 4.   | Patrik Sinkewitz   | Niemcy            | T-Mobile Team                  | ten sam czas               |
| 5.   | Michael Boogerd    | Holandia          | Rabobank                       | ten sam czas               |
| 6.   | Miguel Perdiguero  | Hiszpania         | Phonak Hearing Systems         | ten sam czas               |
| 7.   | Frank Schleck      | Luksemburg        | Team CSC                       | ten sam czas               |
| 8.   | Chris Horner       | Stany Zjednoczone | Davitamon - Lotto              | ten sam czas               |
| 9.   | Danilo Di Luca     | Włochy            | Liquigas                       | + 0.04                     |
| 10.  | Ivan Basso         | Włochy            | Team CSC                       | + 0.07                     |